# Omar Sharif
Omar Sharif (ar. عمر الشريف‎; rođen kao Michael Demitri Shalhoub; Aleksandrija, 10. travnja 1932. – Kairo, 10. srpnja 2015.), egipatski glumac koji je glumio u hollywoodskim filmovima, uključujući Lawrence od Arabije, Doktor Živago i Funny Girl. Bio je nominiran za Oscara, a osvojio je dva Zlatna globusa.
Glumačku karijeru je započeo 1953. godine filmom Sira’ Fi al-Wadi, dok je njegov prvi film na engleskom jeziku Lawrence od Arabije iz 1962. za koji je nominiran za Oscara. 
Iako je rođen u kršćanskoj egipatskoj obitelji 1955. godine prelazi na islam, a zatim se oženio egipatskom glumicom Faten Hamama. Par je imao jednog sina, Tareka El-Sharifa, koji se pojavio kao osmogodišnjak u filmu Doktor Živago kao Juri. Brak se okončao 1974. godine. Preminuo je 10. srpnja 2015. godine u 83 godini.
Sharif je tečno govorio arapski, engleski, grčki i francuski. Također se služio talijanskim, španjolskim i turskim jezikom.

## Vanjske poveznice
- Omar Sharif na imdb.com